# 全缘叶青兰
全缘叶青兰（学名：Dracocephalum integrifolium）为唇形科青兰属下的一个种。

## 扩展阅读
- 維基物種上的相關：全缘叶青兰